# Ciriaco Errasti
Ciriaco Errasti Suinaga (Éibar, Guipúzcoa, 8 de agosto de 1904 - Ibidem, 8 de noviembre de 1984), fue un futbolista español que jugaba como defensa.

## Inicios
Su primer equipo fue el Club Deportivo Lagun Artea. Posteriormente fichó por la Unión Deportiva Eibarresa (quien se fusionó después con el Club Deportivo Gallo para formar la Sociedad Deportiva Eibar).

## Alavés
Más tarde, en 1925, fichó por el Deportivo Alavés, en el que coincide con Jacinto Quincoces, formando una dupla defensiva que posteriormente se haría famosa. Con este equipo debuta en la Primera División de España de la el 7 de diciembre de 1930 en el partido frente a la Real Sociedad de Football que finalizó en empate 2-2, siendo así parte del primer once inicial del equipo en el campeonato de liga.

## Real Madrid
En 1931 ficha por el Madrid Football Club. Con este equipo gana dos ligas, que además fueron las primeras ligas ganadas por el club, y dos Campeonatos de España de Copa. Jugó la defensa con Jacinto Quincoces y en la portería Ricardo Zamora "El Divino". Ha jugado en el Real Madrid un total de 87 partidos (61 de liga), llegando a jugar un total de 77 partidos en total.
Falleció a la edad de 80 años, el 8 de noviembre de 1984.

## Selección nacional
Ha sido internacional con la selección nacional de fútbol de España en 14 ocasiones.
Su debut como internacional fue el 1 de enero de 1930 en el partido España 1 - 0 Checoslovaquia, jugado en Barcelona.
Con la Selección española participó en el Mundial de 1934 disputado en Italia, jugando los encuentros contra Brasil e Italia.

## Clubes
- Club Deportivo Lagun Artea - (España)
- Unión Deportiva Eibarresa - (España)
- Deportivo Alavés - (España) 1925-31
- Madrid Football Club - (España) 1931-38

## Títulos
- 2 Ligas (Real Madrid 31-32 y 32-33)
- 2 Copas del Rey (Real Madrid 33-34 y 35-36)

## Nota
1. ↑  Denominación del Real Madrid en la época.